# Врангель, Готгард Иванович
Барон Готгард Иванович Врангель (нем. Gotthard Wilhelm Geron von Wrangell, 1821—1864) — генерал-майор (22 января 1864) русской императорской армии, участник покорения Кавказа и герой Крымской войны.
Родился 11 февраля 1821 года, сын отставного полковника Морица-Иоганна. Образование получил в 1-м кадетском корпусе, из которого выпущен 8 августа 1839 года прапорщиком в Самогитский гренадерский полк.
В 1843 году Врангель перевёлся в войска Отдельного Кавказского корпуса, служил в Эриванском карабинерном полку, в 1850 году был в чине капитана командиром 5-й егерской роты. Под началом князя М. С. Воронцова неоднократно бывал в походах против горцев.
Во время Крымской войны барон Врангель в чине майора командовал 2-м батальоном Эриванского полка и во главе его отличился в сражении с турками под Башкадыкларом. За отличие в этом сражении 6 февраля 1854 года был награждён орденом Святого Георгия 4-й степени (№ 9291 по кавалерскому списку Григоровича — Степанова)
Штаб-офицер сей ударил в штыки на правый фланг неприятельской позиции, и хотя был ранен пулею в руку, не оставил своего места, пока не получил вторичную рану пулею в грудь на вылет. Во всё время сражения, в особенности при штурме неприятельской позиции, служил примером геройской неустрашимости.
По излечении Врангель вернулся в полк и отличился при штурме Карса, во время которого был контужен. За отличие при этом штурме произведён в подполковники (М. Я. Ольшевский сообщает, что Врангель получил этот чин за Башкадыкларское сражение).
В 1859 году Врангель был назначен командиром Тифлисского гренадерского полка. 22 января 1864 года произведён в генерал-майоры и назначен помощником начальника 40-й пехотной дивизии.
К этому времени его здоровье из-за полученных им ран совершенно расстроилось. 2 мая 1864 года барон Врангель скончался в Москве, по пути в своё лифляндское имение.

## Награды
- Орден Святой Анны 3-й степени с бантом и мечами (1847)
- Орден Святого Георгия 4-й степени (06.02.1854)
- Орден Святого Владимира 4-й степени с бантом и мечами (1855)
- Орден Святого Станислава 2-й степени с императорской короной и мечами (08.09.1859)
- Орден Святой Анны 2-й степени с мечами (1862)